# Centrale nucléaire de Cooper
La centrale nucléaire de Cooper est située à côté de Brownville dans le Nebraska sur un terrain de 5,1 km2.

## Description
La centrale est équipée d'un réacteur à eau bouillante (REB) construit par General Electric pour le réacteur et Westinghouse pour la turbine :
- Cooper : 758 MWe, mis en service en 1974 pour 40 ans.

Sa licence ayant été renouvelée pour 20 ans, il est actuellement autorisé à fonctionner jusqu'en 2034.
Ce réacteur est le plus grand réacteur du Nebraska.
Le propriétaire de la centrale est NPPD (Nebraska Public Power District) qui fait également l'exploitation avec l'aide de Entergy.

Le nom donné à la centrale est celui de Guy Cooper Jr. et Sr. en reconnaissance de leur contribution pour l'approvisionnement énergétique du Nebraska.

## Inondation de la rivière Missouri de 2011

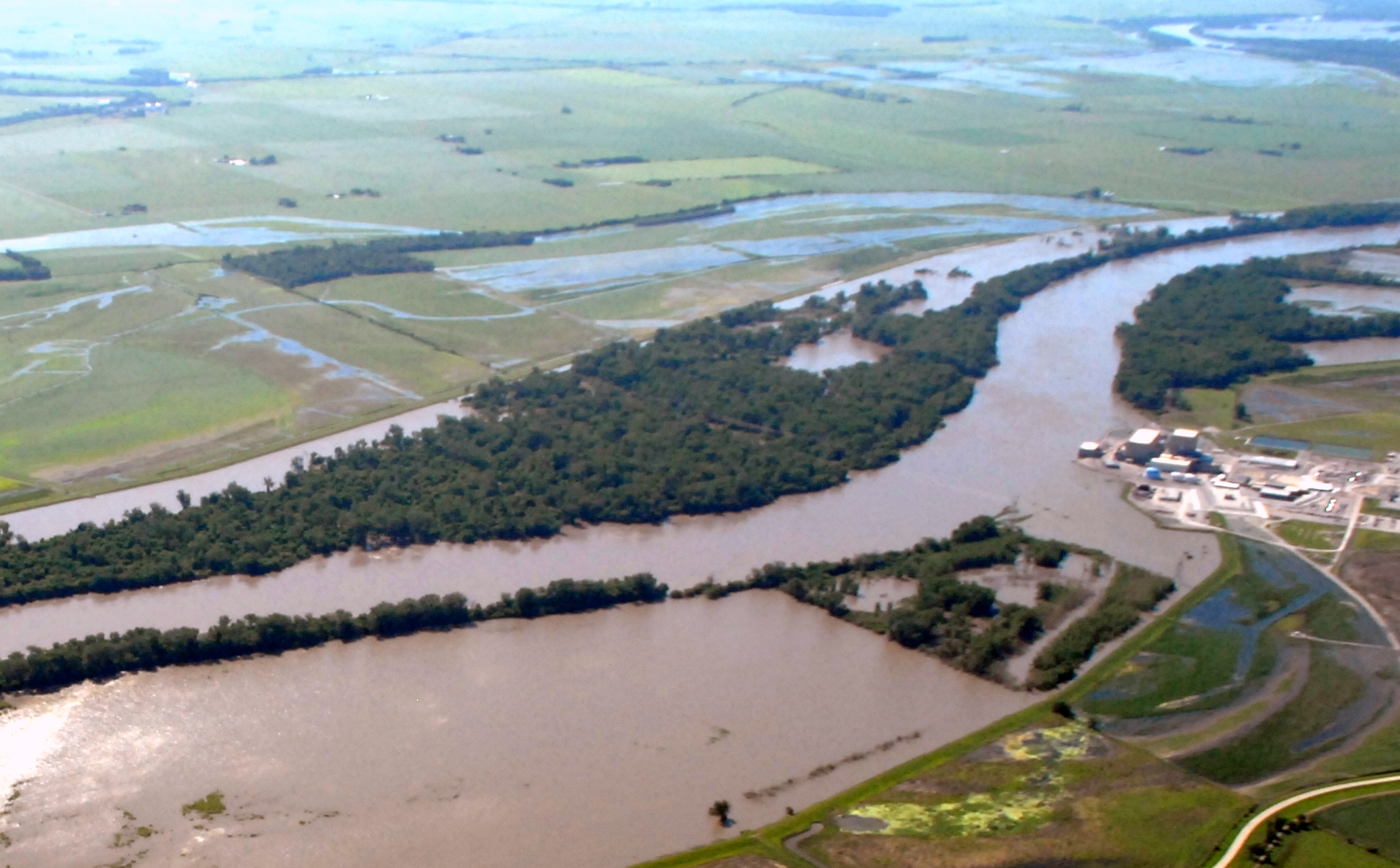
Centrale de Cooper entourées par les eaux en juin 2011

Lors des inondations de la rivière Missouri, en juin 2011, elle se retrouve comme la centrale nucléaire de Fort Calhoun voisine, inondée par les eaux. Celle-ci ne subit cependant pas les avaries rencontrées à Fort Calhoun.